# امپراتور جوننین
امپراتور جون‌نین (به ژاپنی: 淳仁天皇 Junnin)؛ چهل و هفتمین امپراتور ژاپن بود.